# مهدی‌آباد (دلیجان)
مهدی آباد، روستایی از توابع بخش مرکزی شهرستان دلیجان در استان مرکزی ایران است.

## جمعیت
این روستا در دهستان جوشق قرار دارد و براساس سرشماری مرکز آمار ایران در سال ۱۳۸۵، جمعیت آن3460 نفر (..خانوار) بوده‌است.